# Jerry Van Dyke
Jerry McCord Van Dyke, född 27 juli 1931 i Danville i Illinois, död 5 januari 2018 i Malvern i Arkansas, var en amerikansk skådespelare och komiker. Han var yngre bror till skådespelaren Dick Van Dyke.
Jerry Van Dyke, som bland annat hade en framgångsrik karriär som karaktärsskådespelare, gjorde sin skådespelardebut i rollen som  Stacey Petrie i sitcomserien The Dick Van Dyke Show (med brodern Dick i huvudrollen). Han var gift två gånger och fick tre barn i sitt första äktenskap, däribland dottern Kelly Jean Van Dyke. Han avled sedan därefter av hjärtsvikt hemma på sin ranch i Hot Springs County i Arkansas 2018, 86 år gammal.

## Filmografi (i urval)

### Filmer
- 1963 – Pappas vänninor
- 1963 – Vild weekend i Palm Springs
- 1963 – McLintock!
- 1965 – Love and Kisses
- 1969 – Angel in My Pocket
- 1992 – To Grandmother's House We Go (TV-film)

### TV-serier
- 1962–1965 – The Dick Van Dyke Show (TV-serie)
- 1962 – The Ed Sullivan Show (TV-serie)
- 1964 – Perry Mason (TV-serie)
- 1972–1973 – The Mary Tyler Moore Show (TV-serie)
- 1978–1981 – Fantasy Island (TV-serie)
- 1982 – Kärlek ombord (TV-serie)
- 1988 – Charles in Charge (TV-serie)
- 1997 – The Drew Carey Show (TV-serie)
- 1997 – Inte bara morsa (TV-serie)
- 1998 – The New Addams Family (TV-serie)
- 1999 – Diagnos mord (TV-serie)
- 2001 – Omaka systrar (TV-serie) (även 2005)
- 2004 – The District (TV-serie)
- 2008 – My Name Is Earl (TV-serie)
- 2010–2015 – The Middle (TV-serie)
- 2011 – Raising Hope (TV-serie)
- 2013 – The Millers (TV-serie)